# Orazio Coclite

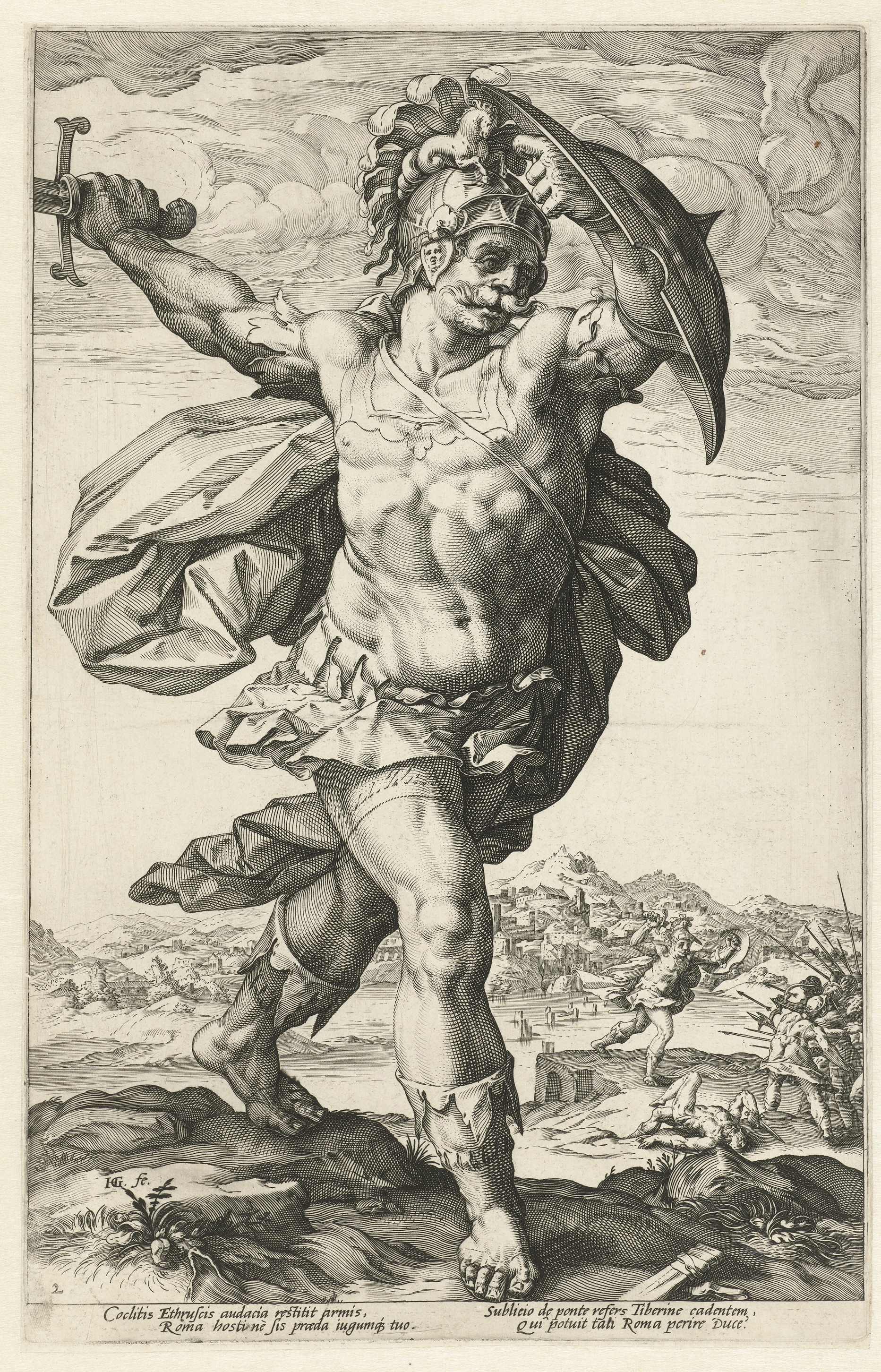
Orazio Coclite (Hendrick Goltzius, 1586)

Publio Orazio Coclite (Latino: PUBLIUS HORATIUS·COCLES) è un eroe mitico romano del VI secolo a.C. (cocles in Latino significa "con un solo occhio") che difese da solo il ponte che conduceva a Roma contro gli Etruschi di Chiusi guidati dal loro lucumone Porsenna. Era il nipote di Marco Orazio Pulvillo che fu console nel 509 a.C. Entrambi discendevano dai tre fratelli Orazi (536-490 a.C.). 

## Storia
Si narra che nel 508 a.C. Orazio Coclite riuscì ad arrestare l'avanzata degli Etruschi mentre i compagni demolivano il pons Sublicius per impedire che i nemici passassero per il Tevere. Inizialmente al suo fianco combatterono Spurio Larcio e Tito Erminio, futuri consoli nel 506 a.C.
(Tito Livio, Ab Urbe condita libri, II, 10)

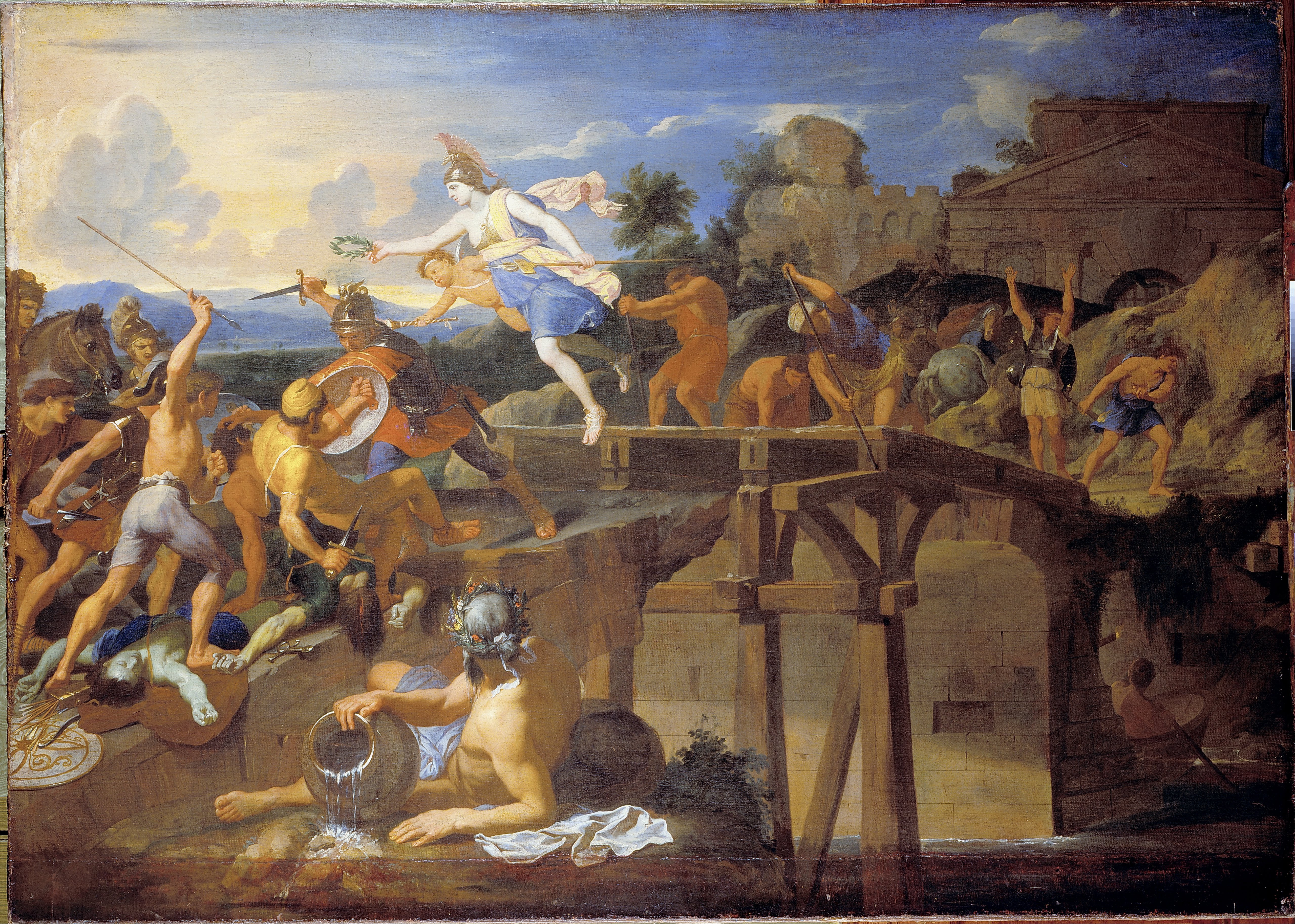
La difesa del ponte Sublicio in un dipinto di Charles Le Brun presso la Dulwich Picture Gallery di Londra

Quando rimase da abbattere soltanto una piccola parte del ponte, Orazio ordinò loro di mettersi in salvo, rimanendo a combattere da solo. Al termine della demolizione si gettò nel Tevere con tutta l'armatura e qui, secondo Polibio, affogò. Secondo Tito Livio, invece, riuscì ad attraversare il fiume nuotando e a rientrare in quella città a cui aveva evitato, con il suo eroico gesto, un infausto destino. Il popolo di Roma gli dimostrò la sua gratitudine dedicandogli una statua e donandogli un appezzamento di terreno pari a quanto ne poteva arare in un intero giorno. Accanto agli onori ufficiali, ci furono anche attestati di gratitudine da parte dei privati cittadini, i quali, nonostante il periodo di grande carestia, donarono una razione dei loro viveri, secondo le proprie possibilità.
Nonostante la grande popolarità non divenne mai console per una malattia che lo colse alle gambe e gli impediva di camminare.

## Letteratura
Lo scrittore inglese Thomas Babington Macaulay nel suo Canti di Roma antica al canto XXVII fa parlare Orazio Coclite mentre scende in battaglia con queste parole:
(Canti di Roma antica, Canto ventisettesimo)
Il passo è citato nel film Oblivion con Tom Cruise, nel film L'ora più buia e nell'episodio "L'abisso di Satana (prima parte)" (stagione II, episodio VIII) della serie televisiva fantascientifica Doctor Who.